# 네치첸포

네치첸포(티베트어: གཉའ་ཁྲི་བཙན་པོ།, 기원전 3세기)는 토번의 제1대 첸포이다.

## 생애
티베트 개국 설화가 있다. 기원전 3세기, 티베트 얄룽 계곡에서 원시 뵌뽀를 믿는 12명이 방목하고 있었다. 이들 앞에 갑자기 한 소년이 나타났는데, 눈이 처지고 눈과 피부가 녹색을 띠고 있었으며 손발에 물갈퀴 같은 것이 달려 있었다. 사람들이 "너는 어디에서 왔느냐?"라고 물었지만 말이 통하지 않았다. 소년은 그냥 손가락으로 하늘을 가리켰다. 그러자 사람들이 "오! 하늘이 보내주신 우리 임금님이구나!" 이들이 소년을 어깨가마 태워 부락으로 데려왔다. 소년은 첸포로 즉위하였는데, 네치첸포는 '어깨무등으로 왕좌에 오른 임금'이란 뜻이다.
네치첸포는 말을 못 알아들어 3년 동안 말을 한 마디도 하지 않았다. 3년이 지나자 갑자기 말을 하기 시작하여, "궁전을 지으시오"라고 하였다. 그래서 건설된 궁전이 윰브라캉(雍布拉康)이다. 윰브라캉은 지금도 얄룽 계곡에 남아있다. 네치첸포에서 시작하는 이 왕조를 토번이라고 한다. 토번(吐蕃, 투푀, 투보)은 티베트(tibet)의 어원이다.

## 관련 자료
- Fifity Years in Tibet 보관됨 2006-09-24 - 웨이백 머신

|  | 제1대 토번국 첸포 | 후임 무치첸포 |